# Quận McNairy, Tennessee
Quận McNairy là một quận thuộc tiểu bang Tennessee, Hoa Kỳ.
Quận này được đặt tên theo. Theo điều tra dân số của Cục điều tra dân số Hoa Kỳ năm 2000, quận có dân số 24.653 người. Quận lỵ đóng ở Selmer 6. Quận McNairy nằm dọc theo ranh giới phía bắc của tiểu bang Mississippi. Quận này toạ lạc ở Trung tâm khoa học Coon Creek, nơi có hoá thạch thời kỳ hậu Cretaceous.

## Địa lý
Theo Cục điều tra dân số Hoa Kỳ, quận có diện tích km2, trong đó có km2 là diện tích mặt nước.

## Thông tin nhân khẩu

Tháp tuổi dân cư theo điều tra dân số năm 2000.